# 両國梶之助 (1830年生)
両國 梶之助（りょうごく かじのすけ、1830年11月24日（文政13年10月10日） - 1904年（明治37年）1月28日）は越後国刈羽郡出身の元大相撲力士。本名、岩野玉吉（のち梶之助）。

## 来歴
1830年、越後国刈羽郡小栗山村（現在の新潟県長岡市）に生まれる。14歳で栃木の油屋へ奉公に行き、労働により自然に足腰が鍛錬され、力量に自信をつけ力士を志す。油絞りの元締めの丸山六蔵の世話で同郷の伊勢ノ海に紹介され、体格が小さいので断られたが熱意が通じて数え19歳の時入門を許された。なかなか序ノ口につけず、相中本中どまりで1853年（嘉永6年）2月ようやく序ノ口、その後の出世は早く、1857年（安政4年）1月幕下、1860年（安政7年）2月二段目8枚目（十両格）、1862年（文久2年）2月両国梶之助に改名。文久2年11月～元治元年11月まで5場所連続二段目筆頭（十両筆頭）の地位に留め置かれ、毎場所好成績ながら小兵は見栄えが悪いとして入幕できなかった。1865年（元治2年）春数え36歳でようやく入幕。
全盛期でも161センチ、84キロの体で奇手を用い土俵一杯に暴れ回って手取り力士として絶賛された。
幕内昇進後は常に上位にあり、1865年（慶応元年）11月場所は、優勝相当成績の陣幕と同点の好成績（6勝0敗2分1預）を挙げている。1870年（明治3年）4月小結、1871年（明治4年）4月関脇に昇進、4場所関脇を続けて1872年（明治5年）11月の途中休場を最後に42歳で引退。年寄伊勢ヶ濱を襲名する。
年寄としてはすぐに中改め（現在の審判委員）に選出され、その後木戸役や勝負検査役を務めた。伊勢ヶ濱部屋を開き弟子養成も行ったが育成面では成果が上がらなかった。1904年1月28日死去、73歳没。

## 逸話
幕下二段目（今の十両）時代より近世無類の相撲上手といわれ、現代ではほとんど見ることのできない褄取りを得意技とした。1870年（明治2年）、3月20目、後藤象二郎邸での相撲のとき、本割りで象ヶ鼻(のち大関)、お好み相撲で横綱不知火、さらに相生(のちの大関綾瀬川）を、すべて褄取りで倒し、観戦していた山内容堂が気に入って土佐藩抱えとした。
鬼面山とは2勝3敗2預と五分に近く、1864年（元治元年）10月、1865年（元治2年）2月と連勝、続く1865年（慶應元年）11月場所には、鬼面山も慎重になって、鬼面山の待ったが30数回、両國の待ったが60数回と延々2時間も繰り返され、暗くなったので一方の歯から出血したのを機に痛み分け、預かりとされた。このように立ち合いが汚く半端相撲とも評された。
陣幕も両國を苦手とし、3戦3引分の成績である。特に1862年（文久2年）2月場所の対戦は有名で、立つとたすき反りから足取り一本背負い、食い下がりと目まぐるしく動き陣幕も捕まえることができず大相撲に。水入りの時間が来ても行司が飛び込めず検査長の指示で水入りなしの引き分けとなった。当時陣幕は平幕（前頭2枚目）ながら鬼神と称されていたが、両國も二段目ながら名人の称号があった。
鈴木彦次郎著の小説「両国梶之助」がある。

## 成績
- 番付在位場所数38場所
- 幕内16場所　71勝43敗9分7預30休

### 場所別成績
| 1853年 | 西序ノ口32枚目 –          | 西序ノ口22枚目 –         |
| 1854年 | 西序ノ口3枚目 –           | 西序二段27枚目 –         |
| 1855年 | 東三段目35枚目 – 興行中止 | x                        |
| 1856年 | 東三段目35枚目 –          | 東三段目9枚目 –          |
| 1857年 | 東幕下48枚目 –            | 東幕下34枚目 –           |
| 1858年 | 西幕下24枚目 –            | 西幕下14枚目 – 興行中止  |
| 1859年 | 西幕下13枚目 –            | 西幕下11枚目 –           |
| 1860年 | 西幕下8枚目 0–4           | 番付非掲載 不出場        |
| 1861年 | 西幕下5枚目 6–3 1預       | 西幕下4枚目 7–3          |
| 1862年 | 西幕下3枚目 5–1 2分1預    | 西幕下筆頭 1–4 1分1預    |
| 1863年 | 西幕下筆頭 0–0            | 西幕下筆頭 5–4           |
| 1864年 | 西幕下筆頭 4–1 1分        | 西幕下筆頭 4–1 2分1預    |
| 1865年 | 西前頭7枚目 6–2–2         | 西前頭6枚目 6–0 2分1預   |
| 1866年 | 西前頭4枚目 6–3–1         | 西前頭3枚目 6–3–1        |
| 1867年 | 西前頭3枚目 6–2–1 1預     | 西前頭3枚目 2–4–2 1分1預 |
| 1868年 （明治元年） | 西前頭筆頭 5–3–1 1分      | 西前頭筆頭 5–3–1 1預     |
| 1869年 （明治2年） | 西前頭2枚目 3–5–2         | 西前頭筆頭 3–4–1 2分     |
| 1870年 （明治3年） | 西小結 3–5–1 1預          | 西小結 5–2–1 1分1預      |
| 1871年 （明治4年） | 東関脇 6–1–2 1分          | 東関脇 4–1–5             |
| 1872年 （明治5年） | 東関脇 4–3–1 1分1預       | 西関脇 引退 1–2–7        |
| 各欄の数字は、「勝ち-負け-休場」を示す。 優勝 引退 休場 十両 幕下 三賞：敢=敢闘賞、殊=殊勲賞、技=技能賞 その他：★=金星 番付階級：幕内 - 十両 - 幕下 - 三段目 - 序二段 - 序ノ口 幕内序列：横綱 - 大関 - 関脇 - 小結 - 前頭（「#数字」は各位内の序列） |                           |                          |

- 当時は十両の地位が存在せず、幕内のすぐ下が幕下であった。番付表の上から二段目であるため、現代ではこの当時の幕下は、十両創設後現代までの十両・幕下と区別して二段目とも呼ぶ。
- 二段目11枚目以下の地位は小島貞二コレクションの番付実物画像による。またこの地位に関しては、当時の星取・勝敗数等に関する記録が相撲レファレンス等のデータベースに登録されておらず、現存しない場所がある可能性もあるため、勝敗数等は省略。

## 改名歴
- 玉柳
- 梅ヶ枝 八十吉 - 1853年2月場所 - 1854年2月場所
- 梅ヶ枝 源太 - 1854年11月場所
- 梅ヶ枝 源次 - 1855年2月場所
- 梅ヶ枝 玉吉 - 1856年1月場所 - 1861年10月場所
- 両國 梶之助 - 1862年3月場所 - 1872年11月場所